# Roșiori (Bihor)
Roşiori è un comune della Romania di 3 145 abitanti, ubicato nel distretto di Bihor, nella regione storica della Transilvania.
Il comune è formato dall'unione di 3 villaggi: Mihai Bravu, Roșiori, Vaida.
Roşiori ha dato i natali allo storico Zsigmond Jakó Pal (1916).